# Johan Wiehe

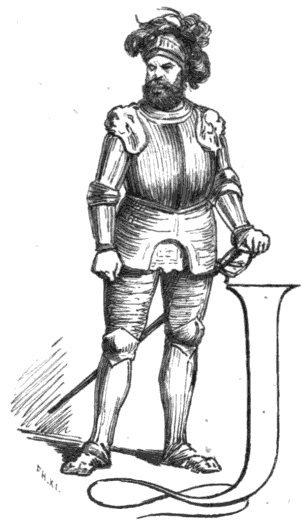
Johan Wiehe. Bild ur Edvard Brandes Dansk Skuespilkunst. Portrætstudier (1880).

Johan Henrik Wiehe, född den 15 oktober 1830 i Köpenhamn, död den 22 januari 1877 utanför Roskilde, var en dansk skådespelare, yngre bror till Michael og Anton Wilhelm Wiehe, far till Viggo Wiehe.
Wiehe  gick som frivillig ut i kriget 1848 och blev 1850 löjtnant, men lämnade tjänsten 1858 och uppträdde först som sångare, sedan som skådespelare, i synnerhet i starkt utpräglade karaktärsroller, såsom Bothwell i "Maria Stuart" och Örnulf i "Hærmændene paa Helgeland". Han lämnade teatern 1875.